# Alvania nestaresi
Alvania nestaresi is een slakkensoort uit de familie van de Rissoidae. De wetenschappelijke naam van de soort is voor het eerst geldig gepubliceerd in 1990 door Oliverio & Amati.